# 1118-as mellékút (Magyarország)
Az 1118-as számú mellékút egy körülbelül 5 kilométer hosszú mellékút Komárom-Esztergom vármegyében, a Gerecse hegység északi részén. Tokod egymástól távolabb eső településrészeit köti össze, fő iránya nagyjából végig nyugat-délnyugati.

## Nyomvonala
Tokod és Tokodaltáró határán ágazik ki az ezen a szakaszon csaknem pontosan kelet-nyugati irányban húzódó 10-es főútból, azon a ponton, ahol az egy rövidke, néhány tíz méteres szakasz erejéig északnak fordul, hogy így keresztezze az Esztergom–Almásfüzitő-vasútvonalat. Elhalad Tokod vasútállomás mellett, attól délre, majd délnyugati irányba fordul. Tokod jellegzetes bányásztelepülés, amelynek különböző településrészei, kisebb-nagyobb települési alközpontjai egymástól távolabb, részben az egykori bányászati létesítményekhez tömörülve alakultak ki, az út pedig ezeket kapcsolja össze egymással. Közben elhalad néhány, az Únyi-patakba torkolló kisebb vízfolyás fölött és a Hegyes-kő nevű, 311,3 méteres magaslat mellett, végül becsatlakozik az 1119-es mellékútba és véget ér.